# Seznam venezuelskih kardinalov
Seznam venezuelskih kardinalov.

## C
- Rosalio José Castillo Lara

## L
- José Alí Lebrún Moratinos

## P
- Diego Rafael Padrón Sánchez
- Enrique Porras Cardozo

## Q
- José Humberto Quintero Parra

## U
- Jorge Liberato Urosa Savino

## V
- Antonio Ignacio Velasco Garcia